# سيمون وليامز (موسيقي)
سيمون وليامز (بالإنجليزية: Simon Williams)‏ هو موسيقي أمريكي، ولد في 1973 في أوكلاند في نيوزيلندا.